# Časová osa války Izraele s Hamásem (listopad 2023)
Toto je část časové osy války Izraele s Hamásem. Obsahuje časové období od 1. listopadu do 30. listopadu 2023.

## Středa 1. listopadu
Jednotky IOS pokračovaly v pozemní operaci v Pásmu Gazy. Postup byl veden ve třech směrech a izraelským jednotkám se prakticky podařilo Pásmo Gazy rozdělit. Izraelci postupovali směrem k Bajt Hanúnu, boje probíhali jižně od Gazy a v oblasti Juhor ad-Dik. Izrael také útočil na uprchlický tábor Džabálíja. Podle tvrzení Hamásu při útoku zahynulo 7 civilistů, IOS tvrdí, že bylo zabito několik velitelů Hamásu. Brigády Izz ad-Dína al-Kassáma oznámily, že v Bajt Hanúnu se jim podařilo zničit minimálně 4 izraelské tanky Merkava, Jeruzalémské brigády tvrdí, že zničily 1 izraelský obrněný transportér. Palestinské ozbrojené skupiny také pokračovaly v raketových a minometných útocích proti cílům v jižním Izraeli.

## Čtvrtek 2. listopadu

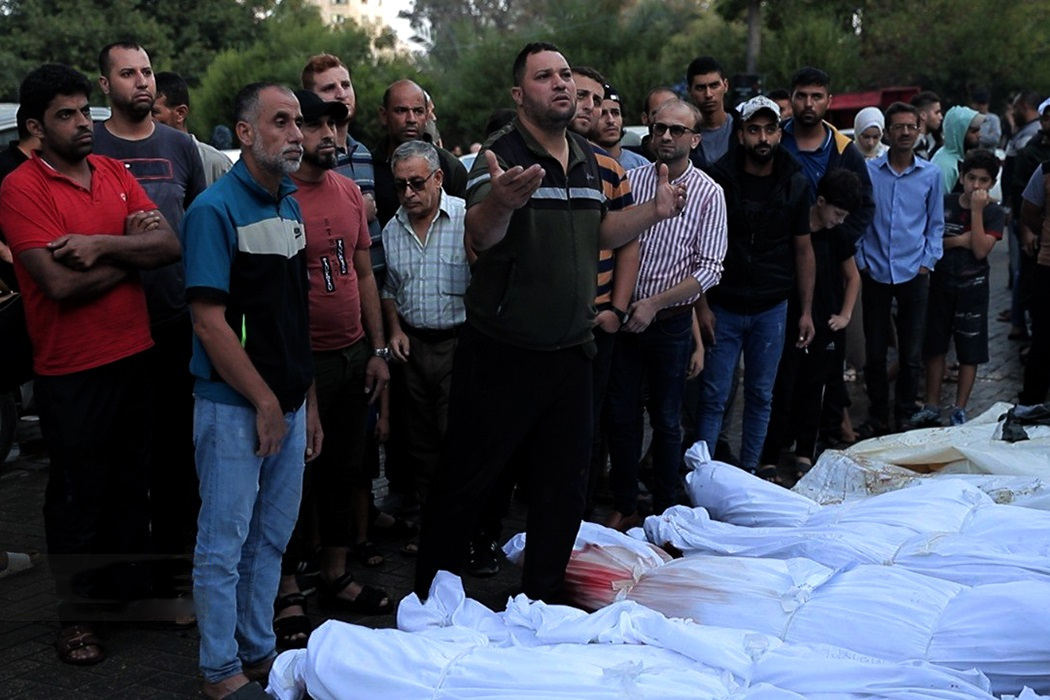
Pohřeb obětí války v Pásmu Gazy

Během dne se izraelským jednotkám v Pásmu Gazy podařilo dokončit obklíčení měst Gaza a Bajt Hanún. K bojům došlo přímo v Gaze.
K dalším střetům mezi Palestinci a Izraelci došlo severně od uprchlického tábora Al-Šatí. Palestinští militanti se zaměřují na izraelské vojenské kolony, které napadají protitankovými střelami a improvizovanými výbušnými zařízeními IED. K ostřelování Izraele dochází převážně z jižní části Pásma Gazy. Důvodem je, že příslušníci palestinských skupin na severu Pásma Gazy jsou vázáni bojem s IOS.

## Pátek 3. listopadu
IOS oznámily, že její jednotky převzaly kontrolu nad centrem námořní jednotky Hamásu a operačním velitelstvím rozvědky Hamásu v Džabalíji. IOS se tak snaží minimalizovat rizika palestinského útoku na izraelské plynové plošiny ve Středozemním moři a další izraelskou infrastrukturu.
Izraelským jednotkám se podařilo dokončit obklíčení Gazy. Kromě vyčistění obsazeného prostoru se IOS zaměřují na likvidaci tunelů, které příslušníci Hamásu používají k útokům na izraelské vojáky.
Příslušníci Brigády Izz ad-Dína al-Kassáma nadále útočili na izraelské jednotky. Příslušníci Jeruzalémských brigád ostřelovali izraelské pozice v Bajt Lahíja a Bajt Hanún protitankovými střelami a raketami se pokusili ostřelovat i Tel Aviv. Palbu raketami vedli i na izraelské pozice podél izraelsko-gazské hranice. Příslušníci DFLP z minometů ostřelovali Sufu.

## Sobota 4. listopadu
Jednotky IOS dále postupovaly podél severozápadního pobřeží Pásma Gazy. Při svém postupu se zaměřují na likvidaci ohnisek palestinského odporu a nástražných zařízení. Brigády Izz ad-Dína al-Kassáma útočili na postupující izraelské jednotky v severní části Pásma Gazy v Bajt Hanúnu a Bajt Lahíja. Pro své přesunu používají síť tunelů. Během dne odpálily směrem na izraelské město Ejlat raketu Ajáš 250 a pokusily se o vylodění na pláži u Zikimu. V oblasti na izraelské jednotky útočí i příslušníci Jeruzalémských brigád a Palestinského islámského džihádu. Jeruzalémské brigády vypustily blíže nespecifikovaný bezpilotní letoun Ababil, kterým útočily na izraelské velitelské centrum poblíž čtvrti Zajtún v Gaze.
V obklíčené Gaze se vedly boje ve čtvrtích Al Šatí, Šejk Radwan, Tel al-Hawa. V Pásmu Gazy se již nacházelo 13 brigád IOS. Do dnešního dne Izraelci v bojích ztratili 345 vojáků. Při bojích Palestinci zasáhli již desítky kusů těžké techniky izraelské armády, přičemž většina je pouze poškozená a bude opravena.
Počet palestinských obětí podle palestinského ministerstva zdravotnictví dosáhl 9448 včetně 15 osob, které zahynuly během izraelského bombardování školy v uprchlickém táboře v Džabalíji. Zasažen byl uprchlický tábor Maghází, kde zahynulo 40 osob, včetně dětí.

## Neděle 5. listopadu
Podle IOS došlo k úplnému obklíčení Gazy a rozdělení Pásma Gazy na dvě části. Izraelské jednotky se nyní pohybují po středomořském pobřeží. Palestinské ozbrojené skupiny jako Brigády Izz ad-Dína al-Kassáma, Jeruzalémské brigády či Brigády mučedníků Al-Aksá pokračují v útocích na postupující izraelské obrněné jednotky v okolí uprchlického tábor Al Šatí, v oblasti města Bajt Hanún či vojenském kontrolním stanovišti Erec.
IOS se snaží o rozšíření oblasti pod svou kontrolou ke Karamě a Tall al-Hawa. V Karamě již byly potvrzeny probíhající boje.
Izraelský ministr pro Jeruzalém a kulturní dědictví Amichaj Elijahu v rozhlasovém rozhovoru na dotaz o možném použití jaderných zbraní proti Pásmu Gazy řekl, že... je to jedna z možností. Izraelský premiér Benjamin Netanjahu následně pozastavil jeho účast na schůzích vlády. Elijahův výrok vyvolal vlnu protestů v řadě zemí, včetně Izraele.

## Pondělí 6. listopadu
IOS prostřednictvím svého mluvčího oznámily, že během posledních 24 hodin izraelské námořnictvo a letectvo zaútočilo na 450 cílů Hamásu a zmocnilo se některých pozic Hamásu používaných pro vojenské operace. Brigády Izz ad-Dína al-Kassáma podle svého prohlášení zaútočily na jednotky IOS v Bajt Lahíja ve čtvrti Sultan a v okolí uprchlického tábora al-Šatí zničily 4 vozidla IOS. Jeruzalémské brigády podle svého prohlášení zničily izraelské vozidlo poblíž al-Maqousi. Podle mluvčího IOS používají ozbrojenci Hamásu nemocnici Hamad pro vojenské operace. IOS zveřejnily videa, na kterých příslušníci Hamásu střílejí z oken této nemocnice. Další jednotky IOS postupovaly směrem k čtvrti Tal al Hawa od Gazy.
Izraelští představitelé reagovali pozitivně na oznámení americké armády, podle kterého se na Blízkém východě nachází americká ponorka třídy Ohio.

## Úterý 7. listopadu
Izraelské jednotky dosáhly okraje uprchlického tábora Al-Šatí na severozápadě Pásma Gazy. Další izraelské jednotky pokračovaly v čištění obsazeného území v Bajt Hanúnu, přičemž zničily několik tunelů. Ozbrojenci z palestinských militantních skupin pokračovali v útocích na izraelské jednotky poblíž Atatry, k dalším útokům na IOS došlo v Necarimu. V Gaze bylo dle IOS při leteckém útoku zabito několik ozbrojených příslušníků Hamásu. V objektu, který se nacházel poblíž Jeruzalémské nemocnice se nacházelo i skladiště zbraní. Palestinské organizace provedly další raketové útoky na území Izraele. V Aškelonu poškodil výbuch rakety nemocnici.
Podle izraelského ministra obrany J. Galanta se vůdce Hamásu Jahjá Sinvár nachází v bunkru v obklíčené Gaze a izraelské jednotky usilují jeho likvidaci. Galant dále zopakoval, že jakékoliv příměří je podmíněno propuštěním všech rukojmí unesených z Izraele.

## Středa 8. listopadu
Jednotky IOS dosáhly čtvrti Šejk Ijlin v Gaze, boje probíhaly v okolí uprchlického tábora al-Šatí. Pod izraelskou kontrolou je území až k ulici Omar Ben al Chattáb. Podle vlastního vyjádření IOS zničily asi 130 tunelů. V prostoru, který izraelské jednotky kontrolují bylo vybudováno 5 opevněných stanovišť.
Příslušníci Hamásu a PID zaútočili na izraelské jednotky protitankovými střelami v al-Sultajn a al-Taom, k dalším útokům došlo v prostoru al-Toam a al-Falúdža a v Šejk Radwan. Brigády Izz ad-Dína al-Kassáma provedly tři raketové útoky na Izrael, Jeruzalémské brigády se přihlásily k dalším devíti útokům. Brigády národního odporu (ozbrojené křídlo DFLP) a Brigády mučedníků al-Aksá provedly po jednom raketovém útoku na Izrael.
Při raketovém útoku IOS byla v Chán Júnis zničena mešita Chaled bin al Waleed.

## Čtvrtek 9. listopadu
Izraelské jednotky svedly v Gaze těžké boje ve čtvrti Šejk Radwan a přiblížily se k univerzitě Al-Aksá. Další jednotky IOS během bojů získaly kontrolu nad pobřežím u Gazy. Podle IOS byl během leteckého úderu izraelského letectva zabit Ibarahim Abú Massib, velitel protitankové raketové jednotky Hamásu pro centrální Gazu. Podle vyjádření IOS dále izraelské jednotky pokračují v postupu k velitelství v severozápadní části Pásma Gazy. Při tomto postupu byla ničena infrastruktura Hamásu, včetně tunelů. Tunelové šachty byly izraelskými ženisty ničeny i ve čtvrti Šejk Radwan v Gaze či v uprchlickém táboře Džabalíja. Během bojů bylo dle IOS zabito asi 50 palestinských militantů.
Podle tvrzení palestinských ozbrojených skupin byla provedena řada útoků na izraelské jednotky. Brigády Izz ad-Dína al-Kassáma napadly izraelské jednotky poblíž Juhr al Dik, Brigády národního odporu útočily na severozápadě Gazy. Tamtéž podle vlastního tvrzení útočily pomocí minometů i Brigády mučedníků Al-Aksá.
Izrael souhlasil se zavedením každodenních čtyřhodinových pauz v bojové činnosti, jež mají umožnit civilistům ze severní části Pásma Gazy opustit místa, kde probíhají boje.
Podle palestinského ministerstva zdravotnictví bylo do dnešního dne v Pásmu Gazy zabito 10 812 Palestinců.

## Pátek 10. listopadu
Izraelské jednotky se během dne pohybovaly v okolí nemocnice Šífa. Podle místních médií v okolí nemocnice probíhají těžké boje. IOS obvinily Hamás, že využívá podzemní prostory nemocnice jako velitelskou základnu a místo, odkud řídí raketovou palbu a své bojové jednotky. Pacienti a lékařský personál jsou využíváni jako živé štíty. Podle místních médií jednotky Hamásu vedou boje s postupujícími izraelskými jednotkami, přičemž velitelé Hamásu z oblasti uprchli.
Jednotky IOS postupují také po pobřeží Pásma Gazy a postupují i směrem do centra Gazy. V okolí čtvrti Rantisi se jim podařilo prorazit obrannou linii Hamásu, ve čtvrti Sabra byla zničena jedna ze základen Hamásu. Na sociálních sítích se údajně objevila videa ukazující palestinské bojovníky útočící na izraelské vojáky ze škol.
Palestinské organizace Jeruzalémské brigády a Brigády Izz ad-Dína al-Kassáma se přihlásily k dalším raketovým útokům na izraelské území.

## Sobota 11. listopadu
Jednotky IOS dále postupovaly směrem k nemocnici Šífa v Gaze. Do bojů proti Izraelcům se zapojily jak jednotky Jeruzalemských brigád, tak Brigád Izz ad-Dína al-Kassáma. Východně od uprchlického tábora al Šatí byl zabit velitel roty bojovníků Hamásu, kterého Izrael vinil z toho, že na klinice Rantisis zadržoval 1000 obyvatel Pásma Gazy jako živé štíty. Podle izraelského ministerstva obrany izraelské jednotky nevedou přímou palbu na nemocnici Šífa. Její východní část je otevřená a každý, kdo má zájem se z ní může evakuovat.
V Bajt Hanúnu a u kontrolního stanoviště Erec příslušníci Brigád Izz ad-Dína al-Kassáma bodle vlastního prohlášení útočili na IOS pomocí RPG. Palestinské organizace se přihlásily ke 3 raketovým útokům proti Izraeli během dne. Podle mluvčího Brigád Izz ad-Dína al-Kassáma palestinští bojovníci od začátku pozemní operace IOS zničili nebo poškodili 160 izraelských vojenských vozidel.
Jednotky IOS dále útočily na jihu Gazy ve čtvrti Šejk Iljin, kde podle vlastního vyjádření ničily infrastrukturu Hamásu a zabily větší množství palestinských militantů. Podle IOS lze očekávat, že boje potrvají rok a budou rozšířeny i do oblastí, kde armáda dosud nepůsobila.
Podle palestinské ministerstva zdravotnictví zemřelo v Pásmu Gazy od 7. října 11 078 Palestinců.

## Neděle 12. listopadu
Do dnešního dne se IOS podařilo obsadit Bajt Lahíju, al Atatru a celou oblast al Karamech, částečně potom Bajt Hanún a Džabalíju. Pod izraelskou kontrolou je prakticky celé pobřeží na severu Pásma Gazy. V Gaze boje probíhají v Tel al Hawa a v Šejk Radwan.
Boje mezi izraelskými jednotkami a palestinskými militanty probíhaly poblíž nemocnice Šífa v Gaze, aniž se Izraelcům podařilo nemocnici úplně obklíčit. IOS také operují jižně od Bajt Banúnu a napadly oddíly Hamásu nedaleko od Abraj al Adwa. Bojovníci Jeruzalémských brigád podle vlastního tvrzení sestřelili izraelský dron pomocí MANPADS.
V Gaze, kde většina obyvatel nemá přístup k pitné vodě, potravinám a lékům, se kromě protiizraelských nálad stále častěji objevují projevy odporu i proti samotnému Hamásu, který Palestinci činí odpovědným za současný stav.

## Pondělí 13. listopadu
Izraelské jednotky se dostaly až ke vchodu do nemocnice Šífa v Gaze. Samotná nemocnice je izraelskou armádou úplně obklíčená. Podle izraelské armády se pod objektem nemocnice nacházejí prostory využívané bojovníky Hamásu. Hamás označil tyto informace za lživé. Brigády Izz ad-Dína al-Kassáma oznámily, že jsou připraveny propustit některá zajatá izraelská rukojmí výměnou za pětidenní příměří. Prohlášení je výsledkem vyjednávání USA a Kataru. Izrael nabídku odmítl s tím, že by ji Hamás využil především pro přeskupení svých sil, souhlasil ale s krátkými humanitárními pauzami. Podle IOS příslušníci Hamásu zabránili personálu nemocnice převzít 300 litrů paliva pro nouzové agregáty. Podle izraelských a amerických představitelů Hamás používá palivo určené pro nemocnici.
Na severozápadě Gazy IOS postupují do čtvrti al Nasr. Izraelské jednotky střetly s militanty Jeruzalémských brigád v nemocnici Rantísi. Poblíž uprchlického tábora al Šatí byly izraelské jednotky napadeny minometnou palbou Brigád mučedníků Al Aksá. K dalším bojům došlo v Gaze v Jeruzalémské nemocnici, kde se Izraelcům podařilo odhalit přípravy Palestinců k boji a následně jich 21 zlikvidovat.
Podle vlastního tvrzení IOS pokračuje v oslabování velitelských kádrů Hamásu. Zlikvidováno bylo 5 vyšších velitelů, 10 z 24 praporů Hamásu bylo oslabeno. Podle zpravodajských informací Hamás v Pásmu Gazy disponuje 30 000 bojovníky rozdělenými do 5 brigád, 24 praporů a 140 rot.

## Úterý 14. listopadu
IOS pokračovaly v Gaze v postupu k nemocnici Šífa ze severního směru s tím, že by mělo dojít ke spojení s izraelskými jednotkami postupujícími z jihu. Pokračovaly i izraelské vyčišťovací akce v okolí Gazy. U Bajt Hanúnu byly jednotky IOS napadeny minometnou palbou Brigád Izz ad-Dína al-Kassáma. Došlo také ke dvěma přímým střetům ručními zbraněmi s příslušníky Jeruzalémských brigád západně od Bajt Lahíja.
Z izraelskými jednotkami materiálů získaných na velitelských stanovištích Hamásu vyplývá, že Hamás neplánoval vyvíjet významné úsilí k obraně severní části Pásma Gazy. Díky zdržovací taktice se vyšším velitelům Hamásu podařilo uprchnout z nemocnice al Šatí a přesunout se na jih Pásma. Zdržovací taktika a protahování bojů pomáhá Hamásu získávat podporu nejen v regionu, ale i na mezinárodní úrovni. Podle vysokého představitele Hamásu Chalíla al-Hajja uspěl útok ze 7. října a následná válka v tom, že... vrátily palestinskou otázku na stůl. Hamás je údajně připraven na dlouhou válku, která donutí Izrael souhlasit s příměřím. Dlouhá válka, podle představitelů Hamásu sníží mezinárodní i regionální podporu Izraele.
Izraelská armáda ukázala médiím dětské zdravotnické centrum al Rantisí, pod jehož budovou se nacházelo velitelské a řídící centrum Hamásu. Jednu z místností, ve které byly umístěny zbraně a výbušniny nazval mluvčí IOS Daniel Hagari zbrojnicí. Podle IOS na místě budou pracovat izraelské forenzní týmy, které budou získávat vzorky DNA, aby určily osoby, které se v prostorách nacházely. Podle Mohammeda Zarqouta, zodpovědného za nemocnice v Gaze se v těchto prostorách ukrývaly ženy a děti a sloužily také jako lékárna a správní úřady nemocnice.

## Středa 15. listopadu
Příslušníci IOS vstoupili v Gaze, v rámci tzv. průzkumné operace do prostor nemocnice Šífa. Podle tvrzení izraelské armády bylo v prostorách nemocnice nalezeno vojenské a bojové vybavení. Kromě toho byly nalezeny informace a záběry unesených na počítačích a dalších technologických zařízeních. Hamás označil izraelské tvrzení za frašku.
V okolí nemocnice Šífa došlo během dne k dalším bojům probíhajícím od 10. listopadu. Izraelské jednotky byly východně od nemocnice napadeny příslušníky Hamásu a PID. Další boje probíhaly v jižní části Gazy, kde byly izraelské jednotky napadeny příslušníky Jeruzalémských brigád, pod palbou raket vypálených příslušníky Brigád Izz ad-Dína al-Kassáma se Izraelci ocitli jižně od Gazy, pod palbou protipancéřových zbraní východně od Juhor ad Dik. Západně od Šejk Radwan, v oblasti al Maqusi byli příslušníci IOS napadeni minomety příslušníky Brigád mučedníků Al Aksá.
Během dne provedly Jeruzalémské brigády 3 palebné útoky na území Izraele, ke čtvrtému útoku, provedenému řízenou protitankovou střelou se nikdo nepřihlásil.

## Čtvrtek 16. listopadu
Podle izraelského ministra obrany J. Galanta IOS dobyly západní část Gazy. Podle jeho slov tím skončila první fáze války.
Podle tvrzení IOS bylo v podzemním podlaží nemocnice Šífa nalezena operační šachta Hamásu a vozidlo se zbraněmi, včetně tandemových raket a EFP. Podle Hamásu i personálu nemocnice se tvrzení nezakládá na pravdě. Poblíž nemocnice Šífa nalezli izraelští vojáci tělo jedné z rukojmí unesené 7. října z Izraele.
V uprchlickém táboře al Šatí příslušníci IOS ničili sklady zbraní, v Chán Júnis izraelské letectvo shazovalo letáky s výzvou, aby civilisté opustili tento prostor.

## Pátek 17. listopadu
Podle palestinské odbočky Červeného půlměsíce izraelské jednotky dokončily obklíčení nemocnice Šífa. Boje mezi IOS a palestinskými militantními skupinami pokračovaly v Gaze, západně od nemocnice al Alí, poblíž kruhového objezdu al Samer. IOS potvrdily, že opakovaně vytváří bezpečnostní koridory pro odchod civilistů z oblastí zasažených boji a obvinily bojovníky Hamásu, že na tyto koridory vedou palbu. Podle prohlášení IOS bylo v nemocnici Šífa nalezeno tělo dalšího rukojmího uneseného 7. října z Izraele.
Jednotky IOS zničily pevnost velitele PID pro severní oblast. Jednotka izraelské armády Jahalom, která objekt obsadila v něm nalezla íránské rakety Badr 3, drony, výbušniny a zbraně, včetně jejich výrobny. Při útoku izraelského letectva byl těžce zraněn člen politického předsednictva Hamásu Ahmed Bahar. Svým zraněním později podlehl.
Podle prohlášení Brigád Izz ad-Dína al-Kassáma, ozbrojeného křídla Hamásu bylo zabito 5 izraelských vojáků v Bajt Hanúnu, poté, co zde palestinští bojovníci v jednom z tunelů odpálili výbušninu. K výbuchu v tunelu došlo poblíž mešity, čímž Palestinci nepřímo potvrdili, že umisťují vojenské struktury poblíž civilních, což dosud popírali.

## Sobota 18. listopadu
V IOS obsazené nemocnici Šífa zůstane 6 lékařů se 120 pacienty neschopnými transportu. Stalo se tak po izraelskou armádou nařízené evakuaci nemocnice. Nařízení k evakuaci IOS ale popřely.
IOS zasáhly v uprchlickém táboře Džabalíja na severu Pásma Gazy školu OSN. Podle palestinského ministerstva zdravotnictví při útoku zahynulo více než 200 lidí.
Při izraelském bombardování Chán Júnis zahynulo podle palestinské tiskové agentury WAFA 26 Palestinců, většinou dětí.
Jednotky IOS pokračovaly v Gaze v likvidaci ozbrojenců a infrastruktury Hamásu ve čtvrtích Šejk Iljen a Rimal. Ke střetům mezi Palestinci a Izraelci došlo v okolí čtvrti Zajtún a na předměstí Džabalíja na severu Gazy. Jeruzalémské brigády v bojích v Gaze použily proti IOS rakety, protitankové střely a raketové granáty. Těžké bitvy mezi Izraelci a příslušníky Brigád Izz ad-Dína al-Kassáma probíhaly i v okolí nemocnice Šífa.

## Neděle 19. listopadu
Izrael, USA a Hamás dosáhly předběžné dohody o příměří. Za propuštění desítek žen a dětí zadržovaných Hamásem umožní Izrael během pětidenní pauzy v bojích přísun většího množství humanitární pomoci do Pásma Gazy.
Jemenské milice Hútiú zveřejnily informaci, že v Rudém moři zajaly nákladní loď Galaxy Leader, o níž tvrdí, že patří Izraeli. Ve svém prohlášení uvedly, že budou zaměřovat v mezinárodních vodách na lodě vlastněné či provozované Izraelci. Izrael jakoukoliv spojitost s lodí popřel a odsoudil ho jako... íránský akt agrese. Podle izraelských představitelů se na palubě nenachází žádný Izraelec.
Podle britského lékaře, který působil v nemocnici al-Šifá existovaly v objetu nemocnice tzv. no-go zóny, do kterých zdravotnický personál neměl přístup. V nemocnici podle jeho tvrzení panovala atmosféra strachu z Hamásu.

## Pondělí 20. listopadu
Během večera zaútočilo izraelské letectvo na 230 cílů v Pásmu Gazy. Při útocích byly ničeny odpalovací zařízení pro rakety a infrastruktura palestinských militantních skupin.
Během dne izraelské jednotky pokračovaly v ničení pozic palestinských milicí v Bajt Hanún a Bajt Lahíja a postoupily až k indonéské nemocnici. Během postupu byly napadeny minometnou palbou jednotkami Jeruzalémských brigád. S Jeruzalémskými brigádami se izraelské jednotky střetly na západní hranici uprchlického tábora Džabalía. Ve čtvrti Šejk Radwan byly izraelské obrněné jednotky napadeny bojovníky Jeruzalémských brigád a Brigád mučedníků Al-Aksá. V Zajtúnu, v centrální části Pásma Gazy se izraelské jednotky střetly s bojovníky Jeruzalémských brigád. Podle vyjádření Jeruzalémských brigád bylo zabito a zraněno 6 izraelských vojáků. Podle vyjádření IOS během pozemní operace izraelské jednotky zajaly přes 300 palestinských militantů. Z výslechů zadržených získaly IOS informace o umístění tunelů, skladišť zbraní a o maskování vojenské infrastruktury jako civilní zařízení.
Během dne provedly palestinské milice 7 palebných útoků na izraelské území, mimo jiné na Tel Aviv a Ašdod.

## Úterý 21. listopadu
Poté, co izraelské jednotky zcela obklíčily oblast Džabalíje v Pásmu Gazy, pokračovaly v likvidaci palestinských militantů, ničení vojenské infrastruktury a přípravě na další operace. Na předměstí Džabalíje se izraelští vojáci střetli s palestinskými ozbrojenci.
Izrael a Hamás oznámily uzavření dohody o čtyřdenním příměří. Dohoda zahrnuje propuštění minimálně 50 izraelských rukojmí a 150 Palestinců držených v izraelských věznicích. Podle izraelského premiéra Netanjahua bude po ukončení příměří válka proti Hamásu pokračovat.

## Středa 22. listopadu
Izraelské letectvo zničilo střelu s plochou dráhou letu mířící na izraelský Ejlat. K vypuštění střely se přihlásili Hútiové.
Izrael a Hamás se dohodly na uzavření dočasného příměří. Jednání, zahrnující Katar, USA a Egypt byla dlouhá. Příměří by mělo trvat 4 dny a mělo by při něm dojít k propuštění 50 žen a dětí unesených Hamásem výměnou za 150 palestinských žen a dětí držených v izraelských věznicích.
Hamás a Palestinský islámský džihád přiznaly, že během posledních několika týdnů své operace proti izraelským jednotkám koordinovaly. Hamás podle svého prohlášení ale nemá žádnou kontrolu nad ostatními palestinskými milicemi, které nejsou nuceny dodržovat uzavřené příměří.
Během náletu na Šejk Zajíd severozápadně od Džabalíje izraelské letectvo zničilo velitelství Severní brigády Hamásu. Podle izraelského velení pokračuje ofenziva IOS ve čtvrti Tal al Hawa v jižní části Gazy, kde byla zničena základna Hamásu včetně vojenské infrastruktury. Jeruzalémské brigády podle svého prohlášení útočily na jednotky IOS jižně od Gazy a ve čtvrtích po obvodu Džabalíje a v Bajt Hanúnu za použití protitankových zbraní, minometů a ručních zbraní. Brigády Izz ad-Dína al-Kassáma podle svého prohlášení útočily v severní části Pásma Gazy.

## Čtvrtek 23. listopadu
Podle tvrzení palestinského ministerstva zdravotnictví zaútočil Izrael letecky na školu Abú Hussejn v uprchlickém táboře Džabalíja, kterou UNRWA využívá jako úkryt pro uprchlíky. Během útoku podle ministerstva zahynulo 27 osob, podle velení Hamásu zahynulo 30 osob, řada dalších byla zraněna.
Podle tvrzení IOS a izraelské bezpečnostní služby Šin bet byl během noci z 23. na 24. listopadu zabit velitel námořních sil Hamásu pro oblast Chán Júnisu Omar Abú Džallal. Kromě něj byl zabit další velitel z námořních sil Hamásu. Při útoku byly navíc zničeny sklady zbraní a další infrastruktura Hamásu.

## Pátek 24. listopadu
V 7 hodin ráno izraelského času vstoupilo v platnost čtyřdenní příměří dohodnuté katarskými vyjednavači za podpory Egypta a USA. Během příměří by se všechny zúčastněné strany měly zdržet bojové činnosti, podle stanoveného harmonogramu by mělo dojít k propouštění zadržovaných rukojmí výměnou za palestinské vězně držené v izraelských věznicích a měl by být umožněn vjezd 250 kamionům s humanitární pomocí do Pásma Gazy. Mluvčí IOS varoval obyvatele Gazy, aby se nepokoušeli vrátit zpět do severní části Pásma Gazy. Podle izraelského ministra obrany Joava Galanta... to bude krátká pauza, na jejímž konci budou boje intenzivně pokračovat...
Během dne příslušníci IOS zastřelili dva Palestince a 11 jich zranili, když se snažili zabránit palestinským uprchlíkům v návratu do obcí na severu Pásma Gazy, které je považováno za bojovou zónu. Přes izraelský zákaz se již vrátili tisíce civilistů. Podle izraelských představitelů k návratu vyzývá Hamás, aby tak Izraeli zcela narušil vojenskou kampaň.
Během večera bylo na základě uzavřené dohody Hamásem propuštěno 24 rukojmí a Izraelem 39 vězňů.

## Sobota 25. listopadu
V rámci dohodnutého příměří Hamás propustil 17 rukojmí, Izrael propustil 39 palestinských vězňů. Mediální poradce Hamásu Taher al Nunu a vysoký představitel Hamásu v Libanonu Usáma Hamdan před tím obvinili Izrael z porušování příměří, ale odstoupením od dohody nepohrozili.

## Neděle 26. listopadu
Hamás propustil 17 rukojmí, Izrael propustil 39 palestinských vězňů.
Tanker Central Park registrovaný v Libérii byl v Adenském zálivu napaden somálskými piráty. Na tísňové volání tankeru odpověděl americký torpédoborec USS Mason. Piráti se pokusili o útěk, ale byli zajati. Během plavby dopadly v blízkosti USS Mason dvě balistické střely vystřelené z Hútiji ovládané části Jemenu.

## Pondělí 27. listopadu
V rámci prodlouženého příměří Hamás propustil 11 rukojmí a Izrael výměnou propustil 33 palestinských rukojmí.
Podle katarských vyjednavačů Hamás i Izrael souhlasili s prodloužením příměří o další dva dny.
Podle Human Rights Watch (HRW) za výbuch rakety, která 17. října dopadla v Gaze na palestinskou nemocnici al Alí a zabila velké množství civilistů může chybně odpálená palestinská raketa. Hamás zprávu HRW odmítl.

## Úterý 28. listopadu
V rámci dohodnutého příměří Izrael propustil 30 palestinských vězňů, Hamás propustil 12 rukojmí.
Podle IOS Palestinci porušili příměří, když odpálili 3 výbušná zařízení zaměřená na izraelské vojáky. Z porušení příměří obvinil i Hamás Izrael. Ani jedna ze stran ale boje neeskalovala.

## Středa 29. listopadu
Hamás propustil 16 rukojmí, Izrael propustil 30 Palestinců.
V Pásmu Gazy zabili izraelští vojáci 3 palestinské ozbrojence. Podle mluvčího IOS porušili Palestinci příměří a byli hrozbou pro izraelské vojáky.
Nejmenovaný představitel Hamásu uvedl, že jednání směřují k prodloužení příměří o dva dny nebo více. Představitelé Kataru, Egypta, Izraele a USA dále diskutují o prodloužení příměří. Podle izraelského premiéra Benjamina Netanjahua ale... neexistuje žádný scénář, podle kterého by Izrael neobnovil boje v Pásmu Gazy.

## Čtvrtek 30. listopadu
Hamás propustil 8 rukojmí, Izrael propustil 30 palestinských vězňů.
Příměří bylo prodlouženo o další den, do pátku 1. prosince, do 7 hodiny ranní.
Tři lidé byli zabiti palestinskými ozbrojenci při střelbě na autobusové zastávce v severním Jeruzalémě. Útočníci byli následně zabiti dvěma izraelskými vojáky mimo službu a jedním ozbrojeným civilistou. Další izraelský civilista byl izraelským vojákem zabit omylem. K útoku se přihlásil Hamás.